# 長身圓鰺
長身圓鰺（学名：Decapterus macrosoma），又名長體圓鰺、長鰺、四破，为輻鰭魚綱鱸形目鱸亞目鰺科圓鰺屬下的一个种，為熱帶海水魚，分布於印度西太平洋區，從東非至阿拉弗拉海；東太平洋加利福尼亞灣至秘魯海域，棲息深度20-214公尺，本魚背部鐵藍色，腹部銀色，鰭透明的，鰓蓋有一個小的黑色斑點，背鰭硬棘9枚；背鰭軟條338枚；臀鰭硬棘3枚；臀鰭軟條27-30枚，體長可達35公分，棲息在大洋區，成群活動，以無脊椎動物為食，可做為食用魚。